# Петрушино (Собинский район)
Петрушино — деревня в Собинском районе Владимирской области России, входит в состав Копнинского сельского поселения.

## География
Деревня расположена в 4 км на север от центра поселения села Заречного и в 13 км на запад от райцентра города Собинка.

## История
В конце XIX — начале XX века деревня входила в состав Ундольской волости Владимирского уезда, с 1926 года — в Собинской волости. В 1859 году в деревне числилось 51 дворов, в 1905 году — 62 дворов, в 1926 году — 70 хозяйств.
С 1929 года деревня входила в состав Ундольского сельсовета Собинского района, с 1974 года — в составе Копнинского сельсовета.

## Население
| 1859 | 1905 | 1926 |
| ---- | ---- | ---- |
| 307  | 340  | 294  |

| 1859 | 1905 | 1926 | 2002 | 2010 | 2021 |
| ---- | ---- | ---- | ---- | ---- | ---- |
| 307  | ↗340 | ↘294 | ↘30  | ↗32  | ↗50  |